# Titan
Titan — дев'ятий студійний альбом грецького дез-метал-гурту Septicflesh, що вийшов в  2014.

## Про альбом
Титани найдавніші з усіх богів, зображених у грецькій міфології - навіть старші за Олімпійських богів. Вони являють собою сили природи. Жодна інша назва не могла бути більш схильною, щоб представити дев'ятий повноформатний альбом Septicflesh. Titan - це сила темряви, що проявляється в музиці. Гітарист Крістос Антоніу, який закінчив академічні дослідження класичної композиції з відзнакою і відмінністю, вже довели свою доблесть для оркестровки з The Great Mass (2011). Тепер Titan показує рівень зрілості в його використанні класичних інструментів в контексті металу і немає рівних. Шлях до цієї слави греки проклали повертаючись до знаменитого альбому Communion (2008), який став вдосконаленою версією давнього звуку Septicflesh: масивні смертельні гітари на краю чорноти з хитромудрим рядком роботи, доповненням якої бродять готичні мелодії і епічні оркестрові аранжування. Почавши свою діяльність, як Septicflesh в 1990 році, вони випустили Temple of the Lost Race (EP) тільки через рік. З кожним наступним альбомом від їхнього дебюту Mystic Places of Dawn (1994) до приголомшуючих Sumerian Daemons (2003) група еволюціонувала величезними кроками перетворюючи і відточуючи свої навички в написанні пісень і звуку у вельми оригінальний і дуже кінематографічний темний музичний матеріал, що був описаний як Блек-метал, Дез-метал і Готичний метал. Більшість їхніх попередніх альбомів були недавно перевидані з бонус-матеріалом і є доступнимими на Season of Mist. Тим не менш, у даний час Septicflesh досягли новий пік у своїй кар'єрі. Це Titan, який стоїть високо і гордо, як нова сила природи, з якою потрібно рахуватися!

## Список композицій
| #   | Назва                            | Тривалість |
| --- | -------------------------------- | ---------- |
| 1.  | «War in Heaven»                  | 05:42      |
| 2.  | «Burn»                           | 03:17      |
| 3.  | «Order of Dracul»                | 03:33      |
| 4.  | «Prototype»                      | 05:36      |
| 5.  | «Dogma»                          | 04:04      |
| 6.  | «Prometheus»                     | 06:35      |
| 7.  | «Titan»                          | 03:53      |
| 8.  | «Confessions of a Serial Killer» | 04:51      |
| 9.  | «Ground Zero»                    | 03:58      |
| 10. | «The First Immortal»             | 03:56      |

## Учасники запису
- Спірос Антоніу — вокал, бас
- Сотіріс Ваєнас — вокал, гітара
- Кріс Антоніу — гітара, семплування
- Фотіс Бенардо — барабани